# Penthesilea difficilis
Penthesilea difficilis är en fjärilsart som beskrevs av Felder och Alois Friedrich Rogenhofer 1874. Penthesilea difficilis ingår i släktet Penthesilea och familjen mott. Inga underarter finns listade i Catalogue of Life.